# زیردریایی یو-۳۱۰
زیردریایی یو-۳۱۰ (به انگلیسی: German submarine U-310) یک زیردریایی بود که طول آن ۶۷٫۱ متر (۲۲۰ فوت ۲ اینچ) بود. این زیردریایی در سال ۱۹۴۳ ساخته شد.